# تپه گل دوست
تپه گل دوست مربوط به مس وسنگ - دوره اشکانیان است و در شهرستان کرمانشاه، بخش ماهیدشت، دهستان چغانرگس، ۲/۵ کیلومتری جنوب شرق روستای کله سواری واقع شده و این اثر در تاریخ ۲۷ اسفند ۱۳۸۶ با شمارهٔ ثبت ۲۲۴۴۰ به‌عنوان یکی از آثار ملی ایران به ثبت رسیده است.